# Toestanden
Toestanden was een groepsproject van Het Werkteater, een experimenteel Nederlands toneelgezelschap dat actief was van 1970 tot 1987. Deze productie behandelde "gezin en waanzin en democratisering in een psychiatrische inrichting" en sloot aan bij de antipsychiatrie.

## Historiek
De productie was geïnspireerd op het boek van de Amerikaanse auteur William Faulkner, Temple Drake, en op het werk van auteurs uit de antipsychiatrie zoals Jan Foudraine, Ronald Laing en Erich Fromm. Het initiatief voor de productie kwam van Marja Kok en Helmert Woudenberg. Eind 1971 dienden ze bij de groep een voorstel in. Men stemde toe, en Marja nam de verdere leiding op zich.
De eerste werkavond vond plaats op 2 februari 1972. De eerste voorstelling van Toestanden vond plaats op 17 maart 1972 in Triniteitslyceum in Haarlem. Toestanden werd 130 keer opgevoerd tussen 17 maart 1972 en 1 april 1975.

## Beschrijving van de productie
De voorstelling handelde over het democratiseringsproces in een psychiatrische inrichting. Het Werkteater speelde deze productie "in het hol van de leeuw", namelijk in psychiatrische inrichtingen, voor een publiek van patiënten en verzorgers. Dat leidde tot intensieve en avontuurlijke voorstellingen. Na afloop liepen de discussies soms hoog op, maar ook tijdens de voorstelling mengde het publiek zich soms in de scènes.
De toeschouwers werden in een halve cirkel rond de kleine speelruimte geplaatst, die een afmeting had van ongeveer vier op zes meter. De spelers zaten voor of tussen het publiek. Het project werd ingeleid door een van de spelers. Er werd informatie gegeven over de bronnen waaruit het Werkteater geput had om deze voorstelling te maken. Er werd ook verteld dat niemand aanwezig moest zijn, maar ook de ruimte kon verlaten indien men dat wenste. Ten slotte werd nog meegedeeld dat het tweede deel van het project een gedachtewisseling met het publiek zou zijn. Elk lid van het Werkteater zou een groepje onder zijn of haar hoede nemen, waarna er een uitwisseling plaatsvond met de ganse groep (er werd aan de andere groepjes meegedeeld wat er in dat groepje verteld was geweest).
Het stuk bestond aanvankelijk uit 17 scènes. Later werden sommige scènes geschrapt. Elke scène werd gespeeld door drie à vier personen.
De verschillende scènes handelden onder andere over situaties die zich afspeelden buiten de kliniek (emotionele mechanismen en onbekendheid met eigen gevoelens en motieven werden blootgelegd), situaties tussen patiënten en artsen.
Door deze gedachtewisseling met het publiek werd deze voorstelling ook omschreven als vormingstheater; het was de bedoeling om "ontwikkeling te stimuleren rond de psychiatrische instellingen in Nederland".

## Filmproducties
Het Werkteater maakte naast enkel theaterproducties ook filmproducies, al dan niet gebaseerd op een van hun theaterproducties.
Thijs Chanowski overhaalde het gezelschap over om een film te maken van de eerste thema-voorstelling, Toestanden. De film is op locatie gefilmd in 1975. De regie werd gedaan door Thijs Chanowski en de camera door Mat van Hensbergen.